# The Life and Legend of Wyatt Earp

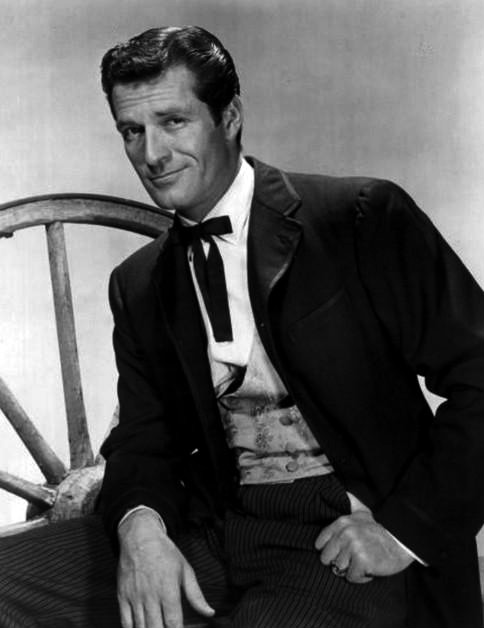
Hugh O'Brian als Wyatt Earp (1959)

The Life and Legend of Wyatt Earp was een Amerikaanse westernserie met in de hoofdrol Hugh O'Brian als Wyatt Earp. De serie werd in Amerika uitgezonden door ABC van 6 september 1955 tot en met 27 juni 1961; zes seizoenen ofwel 229 afleveringen. De serie kwam vier dagen eerder op antenne dan Gunsmoke en was daarmee de eerste westernserie voor volwassenen op de Amerikaanse televisie.

## Verhaal
Het eerste seizoen van de serie vertelt het verhaal van Wyatts ervaringen als plaatsvervangend ordehandhaver van Ellsworth (Kansas) en daarna als ordehandhaver in Wichita. In het tweede seizoen gaat hij aan de slag als assistent-ordehandhaver van Dodge City, waar de serie zich vervolgens drie seizoenen afspeelde. In het vijfde seizoen verplaatste het verhaal zich naar Tombstone (Arizona) voor de rest van de serie.

## Rolverdeling
| Acteur              | Personage                    | Opmerkingen      |
| ------------------- | ---------------------------- | ---------------- |
| Hugh O'Brian        | Wyatt Earp                   | 229 afleveringen |
| Morgan Woodward     | "Shotgun" Gibbs              | 81 afleveringen  |
| Ray Kellogg         | Deputy Ollie                 | 13 afleveringen  |
| William Tannen      | Deputy Hal Norton            | 56 afleveringen  |
| Douglas Fowley      | John H. "Doc" Holliday       | 49 afleveringen  |
| Myron Healey        | John H. "Doc" Holliday       | 10 afleveringen  |
| Mason Alan Dinehart | Bat Masterson                | 34 afleveringen  |
| Fred Coby           | Pony Deal                    | 5 afleveringen   |
| Damian O'Flynn      | Judge Tobin / Dr. Goodfellow | 68 afleveringen  |
| Ray Boyle           | Morgan Earp                  | 15 afleveringen  |
| John Anderson       | Virgil Earp                  | 5 afleveringen   |
| Ross Elliott        | Virgil Earp                  | 4 afleveringen   |
| Bill Cassady        | Dr. McCarty                  | 11 afleveringen  |

## Trivia
- In tegenstelling tot het rechtschapen personage in de serie, stond de echte Wyatt Earp op verschillende momenten aan beide kanten van de wet, aangezien hij werd beschuldigd van paardendiefstal, mishandeling en betrokkenheid bij vechtpartijen, gokken, prostitutie en moord.[2][3]
- In de serie wordt Wyatt Earp afgebeeld als City Marshal in Tombstone, hoewel zijn broer Virgil Earp er plaatsvervangend U.S. Marshal en Tombstone City Marshal was.[4] In die hoedanigheid nam Virgil de beslissing om een stadsverordening af te dwingen die het dragen van wapens in de stad verbood en om de outlaw cowboys te ontwapenen, wat leidde tot het vuurgevecht bij de O.K. Corral. Wyatt was slechts een tijdelijke assistent-ordehandhaver van zijn broer.[5]